# 播州平野 (小説)
『播州平野』（ばんしゅうへいや）は、宮本百合子の小説である。『新日本文学』1946年3月号から連載が開始されたが、当時の出版事情もあって、雑誌掲載が完結しないまま、1947年に河出書房から単行本が出版された。第1回の毎日出版文化賞を受賞した。

## あらすじ
1945年夏、作家の石田ひろ子は、政治犯として下獄して網走刑務所に収監された夫、石田重吉をささえるために、網走に向かおうとしていたが、青函連絡船の便もなく、福島県郡山の実家の疎開先に一時寄留していた。8月15日、ひろ子はポツダム宣言受諾の玉音放送を郡山で聴く。日本の敗戦を知ったひろ子は、夫の帰還を予測して、ひとまず東京にもどり、準備を始めようとする。すると、夫の弟が広島で被爆して行方不明だとの知らせをうけ、山口県の夫の実家へ向かう。義弟の消息がわからないままに、台風による水害も受けるなかで、治安維持法の廃止と政治犯の釈放の報せを知り、その中に夫の名前があることを知る。東京に戻った方がいいという、夫の実家の人たちの意見もあり、ひろ子は帰京を決意する。しかし、台風の被害は山陽地方にひろがり、鉄道も不通になるなか、ひろ子は姫路から東へ、馬車に乗って移動する。「日本じゅうがこうして移動しつつある」と、ひろ子は新しい時代のはじまりを実感するのであった。

## 評価
終戦直後の日本列島を、東北から山陽へと移動し、さらにそこから東京にもどるという、主人公の動きから、当時の社会のすがたを描いた作品として読まれてきた。映画監督の羽田澄子は「おそらくこれがなかったら、その時の日本の状況をリアルにとらえるものがなかったと思います」と語っている。

## 文学碑
姫路市岡町の「姫路城の西公民館」に本作の文学碑がある。宮本が執筆に際し同館近くにあった旅館「まつや」に宿泊したことによる。